# Lispe melaleuca
Lispe melaleuca är en tvåvingeart som beskrevs av Friedrich Hermann Loew 1847. Lispe melaleuca ingår i släktet Lispe och familjen husflugor. Arten har ej påträffats i Sverige. Inga underarter finns listade i Catalogue of Life.